# 渋谷区円山町
『渋谷区円山町』（しぶやくまるやまちょう）は、おかざき真里による日本の漫画作品。『Cookie』（集英社）にて2003年から不定期連載。
2007年に、榮倉奈々、EXILEの眞木大輔、仲里依紗、原裕美子主演で映画化された。

## 概要
渋谷、駅から放射状に道が伸びる街。
道玄坂の先、ラブホテルがひしめき合う円山町を舞台に、恋・女同士の友情・男女の友情、それぞれの出会いと別れを描くオムニバス作品。
作者は、「渋谷区円山町 放課後」を描いていた辺りには、実際に渋谷区円山町に住んでいた。

## あらすじ
渋谷区円山町
『Cookie』2003年5月号 掲載
シリーズ第1作目、最短作品。
浮気中の彼氏をビンタして走り去った彼女。自分がしたのと同じように、彼女にビンタされている男に遭遇。同じ境遇に置かれた男と女の物語。
渋谷区円山町 青空
前編：『Cookie』2003年9月号、後編：10月号 掲載
初めての円山町、道に迷った由紀江は偶然にも、数学教師のヤマケンが女とラブホに入るところを目撃してしまう。同級生と付き合っている由紀江だが、それ以来、ヤマケンのことを意識し始めてしまう。
渋谷区円山町 放課後
前編：『Cookie』2004年5月号、後編：6月号 掲載
仲が良いと思っていた友達たちから、嫌がらせを受け孤立するようになった糸井。同じ係になったことから、糸井はいつも一人でいる有吉と行動を共にすることが多くなる。現実を受け入れず、イジメだと認識を拒否したまま、今までどおり接しようとする糸井に、有吉が「もっと怒れ」と感情を露にする。
渋谷区円山町 桜
前編：『Cookie』2007年3月号、後編：4月号 掲載
「渋谷区円山町 青空」の続編
由紀江はあれからずっとヤマケンに迫り続け、相変わらず相手にされない日々を過ごしていた。卒業間近となり、思い出が欲しいと頼むが、「一緒にいたければ留年しろ」とからかわれる有り様。しかしその言葉には、ヤマケンの真意が隠されていた。
渋谷区円山町 純真
前編：『Cookie』2007年11月号、後編：12月号 掲載
いとこの結婚式に参加した前川は、高校の頃の同級生・北村と再会する。高校時代、北村を傷つけてしまってから「友だち」だった2人。友だちだから大丈夫、と言いながら、彼女がいる北村と関係を持ってしまう。
渋谷区円山町 浪人吾郎
『Cookie』2008年4月号 掲載
ネットカフェで難民生活を送る女子高生。宇宙飛行士になる夢を諦め家出した彼女が出会ったのは、元カリスマ美容師のMASAだった。
渋谷区円山町 浪人吾郎2 returns
『Cookie』2008年8月号 掲載
16歳のユイは、円滑な人間関係を築くために周りから「おバカキャラ」として認識されていた。だが、美容師のMASAと出会い……。
渋谷区円山町 待ちぼうけ
『Cookie』2008年12月号 掲載
彼氏に約束をすっぽかされ、待ちぼうけをくらった女子大生。そんな彼女に近寄ってきたのは謎の少年。彼氏の姿を見つけるが、隣にいたのは親友だった。謎の少年と一緒に彼の後を追うことにするが……。
渋谷区円山町 待っていた小春
『Cookie』2009年4月号 掲載
今日も遅刻、またいつものように彼は時間通りに来なかった。「今日こそ別れてやる!」と意気込む彼女の前に現れた謎の少年。彼の代わりに少年と遊ぼうと町を歩き回っていると、彼女の元に彼の友達から電話が。

## 書誌情報
おかざき真里 集英社 《りぼんマスコットコミックス・Cookie》
- 渋谷区円山町
  - 「渋谷区円山町」「渋谷区円山町 青空」「渋谷区円山町 放課後」を収録
  - 2004年9月20日発行 ISBN 978-4-08-856564-4
- 渋谷区円山町 桜
  - 「渋谷区円山町 桜」「渋谷区円山町 純真」「フカミドリ」を収録
  - 2007年3月20日発行 ISBN 978-4-08-856735-8
- 渋谷区円山町 浪人吾郎
  - 「渋谷区円山町 浪人吾郎」「渋谷区円山町 浪人吾郎2 returns」「渋谷区円山町 待ちぼうけ」「渋谷区円山町 待っていた小春」を収録
  - 2009年4月20日発行 ISBN 978-4-08-856885-0

## 単行本収録作品
フカミドリ
『Cookie』2004年11月号 - 2005年1月号 掲載
17歳の亜咲は、今まで一度も恋をしたことがなかった。友達に変人扱いされ、自分の居場所がないと感じていた矢先、小説家で、血の繋がらない姉・彩子に家事を手伝わないか、と頼まれる。東京を離れ、会ったことのない姉の家へ向かう。亜咲がそこで出会ったのは、彩子の恋人で、やたらいい男の夏樹と、姉の子らしきちぃみんちゃん。そして、亜咲は初めての恋をする。相手は、姉の恋人・夏樹だった……。

## 映画
「渋谷区円山町 青空」及び続編「渋谷区円山町 桜」、「渋谷区円山町 放課後」を原作とした実写映画。監督は永田琴、主演は榮倉奈々、眞木大輔、仲里依紗、原裕美子で、渋谷Q-AXシネマ（渋谷区円山町）他、全国にて2007年3月17日公開。主題歌はNIRGILISの『アップデート』。

### キャスト
- 加藤由紀江：榮倉奈々
- ヤマケン：眞木大輔
- 糸井由美：仲里依紗
- 有吉：原裕美子
- マスターの憧れの女性：三輪ひとみ
- カフェのマスター：ふかわりょう
- 大野：細田よしひこ
- 大野の友人：中村優一
- 望月：佐藤貴広
- 瀬田：吉高由里子
- 明日香：吉原聖后
- 由紀江の友人：小松愛
- ヤマケンの彼女：三宅尚子
- ホテル街の男：中村靖日
- その他：JUNYA、小島康志、五十嵐大輔、野口藍子、三筒一稔、八代貴晴、藤島陸八、池田光咲、湯川舞、和田直樹

### DVD
映画のメイキングDVD2種類がデックスエンタテインメントから2007年2月23日に発売された。
- 『渋谷区円山町をもっと好きになる。〜RED〜featuring.榮倉奈々』
- 『渋谷区円山町をもっと好きになる。〜BLUE〜featuring.眞木大輔』

2007年10月5日にDVDが3種類発売された。
- 渋谷区円山町 通常版
- 渋谷区円山町 プレミアムボックス 榮倉奈々
- 渋谷区円山町 プレミアムボックス 眞木大輔